# 埃塞德丽达
埃塞德丽达（c. 636年 – 679年6月23日）是一位盎格鲁-撒克逊圣人，也是东盎格利亚王国公主，沼泽地区王后，伊利修道院院长。
埃塞德丽达是国王安纳的4个女儿之一，这4个女儿最后都脱离了世俗生活，创立了修道院。
埃塞德丽达于652年嫁给南吉尔威王子东德博克特。但他设法劝说她的丈夫尊重她婚前做出的永葆童贞的誓言。第一任丈夫655年死前不久，埃塞德丽达得到了伊利岛并去了那里。
660年，埃塞德丽达嫁给了诺森布里亚国王艾格弗里斯，这也是一次政治婚姻。679年艾格弗里斯即位后不久，埃塞德丽达成为修女。这可能导致了艾格弗里斯与约克主教威尔弗里德的长期争吵。一些文献记载，艾格弗里斯本来同意埃塞德丽达保持贞洁，但在672年左右希望做成真正的婚姻，于是贿赂威尔弗里德想让他说服她。这个策略失败了，国王希望强行让王后离开修道生活。埃塞德丽达带两名修女逃到伊利。
艾格弗里斯在678年娶了第二个妻子，驱逐了威尔弗里德。673年埃塞德丽达建立了伊利修道院，该修道院于870年毁于丹麦人入侵。